# 대우학술총서
대우학술총서는 1983년부터 출간되고 있는 대한민국의 학술 총서 연작으로 대우재단의 학술연구지원사업 결과물이다. 기초 학문 분야 총서로서는 국내에서 가장 오랜 역사와 권위를 자랑한다.

## 역사
1980년 고 김우중 설립자의 전 재산 사회환원(200억원)으로 대우재단 학술사업이 시작됐다. 당시 조순 교수가 위원장으로, 노재봉, 목영일, 신일철, 이철주, 조완규 교수가 위원으로 기획연구위원회에 참여해 대우재단 학술사업과 대우학술총서의 골격을 마련했다. 2022년말 기준으로 총 639권의 대우학술총서가 출간되었다.

## 특징
대우학술총서는 학술연구지원사업의 최종 결과물이다. 대우재단 학술연구지원사업은 크게 학술논저와 연구번역으로 나뉜다. 공모를 통해 선발된 연구는 2년간 연구지원금 - 학술논저는 2,000만원, 연구번역은 1,200만원 – 을 받게 된다. 연구 종료후 학술논저는 대우학술총서로, 연구번역은 대우고전총서로 각각 출간된다.

## 출간
초기 대우학술총서는 민음사에서 출판했으며 아르케 출판사를 거쳐 2000년부터는 아카넷에서 출판하고 있다. 대우재단은 대우학술총서 외에 대우고전총서, 규장각 대우 새로읽는 우리고전, 지식의 지평 등 연구 및 출간 사업을 진행하고 있다.

## 수상
- 한국과학기술도서상('한국지질론', 1986)
- 한국과학상 대상('소립자와 게이지 상호작용', 1987)
- 한국출판문화상('홍대용 평전', 1987)
- 위암 장지연상 한국학 부문('한국 사회의 유교적 변환' 원서, 1993)
- 출판저널 선정 올해의 책('금융공황과 외환위기, 1870-2000', '마키아벨리 평전', '고대도시' 외, 2000)
- 교수신문 선정 올해의 책('현대 정치경제학의 주요 이론가들', 2000)
- 용재학술상('한국 사회의 유교적 변환' 원서, 2001)
- 가담학술상 번역상('고대인도의 정치이론', '마키아벨리 평전' '학문의 진보' 2001)
- 한국출판인회의 선정 이달의 책('조광조', '사회적시장경제·사회주의 계획경제', '순간과 영원', '생태학' 외, 2001-2002)
- 대한민국학술원 우수학술도서
- 문화관광부 우수학술도서
- 세종도서 학술부문 우수도서
- 한국간행물윤리위원회 선정 서평도서

## 대우학술총서 목록
대우학술총서는 초기에 공동, 번역, 인문사회과학, 자연과학으로 구분되다가 1999년 4월경부터는 별도 구분 없이 통합하여 출간되고 있다.
| 제목                                                | 연구자                                                 | 출판일     | 분류                      |
| --------------------------------------------------- | ------------------------------------------------------ | ---------- | ------------------------- |
| 한국여성의 전통상                                   | 김열규, 이부영, 이상일                                 | 1985/09/15 | 대우학술총서 공동 1       |
| 미국인의 생활과 실용주의                            | 김용권, 김우창, 노재봉, 라아저지프, 신일철, 이보형 외  | 1986/10/15 | 대우학술총서 공동 2       |
| 현대과학과 윤리                                     | 김용준, 하두봉, 장회익, 정재식                         | 1988/03/15 | 대우학술총서 공동 3       |
| 중국의 천하사상                                     | 윤내현, 김한규, 김충렬, 유인선, 전해종                 | 1988/05/30 | 대우학술총서 공동 4       |
| 인지과학                                            | 이정모, 소흥렬, 김영정, 정대현, 조명한, 정찬섭 외      | 1989/04/20 | 대우학술총서 공동 5       |
| 고운최치원                                          | 김인종, 이현택, 한종만, 김낙필, 김영두, 유성태         | 1989/06/30 | 대우학술총서 공동 6       |
| 아담스미스 연구                                     | 조순, 박세일, 이지순, 김승진, 이계식, 이영선 외        | 1989/09/10 | 대우학술총서 공동 7       |
| 한국상고사                                          | 이영남, 최몽룡, 이철, 강형태, 이성주, 조유전 외        | 1989/12/25 | 대우학술총서 공동 8       |
| 대한제국기의 토지제도                               | 김홍식, 宮嶋博史, 이영훈, 조석곤, 이헌창               | 1990/01/15 | 대우학술총서 공동 9       |
| 조선후기 향약연구                                   | 김용덕, 김호일, 박순, 이해준, 최호, 박경하 외          | 1990/05/30 | 대우학술총서 공동 10      |
| 한국 고대국가의 형성                                | 노중국, 김태식, 이도학, 최광식, 김기흥, 주보돈 외      | 1990/06/05 | 대우학술총서 공동 11      |
| 뇌의 인공적 확장은 가능한가                         | 박순달, 남문현, 이춘길, 소광섭                         | 1991/06/25 | 대우학술총서 공동 12      |
| 인간이란 무엇인가                                   | 장회익, 서정선, 하두봉, 이인규, 이문웅, 박순달 외      | 1991/09/14 | 대우학술총서 공동 13      |
| 현대과학의 제문제                                   | 김용준, 박세희, 장회익, 현정준, 윤능민, 양서영 외      | 1991/09/30 | 대우학술총서 공동 14      |
| 존 스튜어트 밀 연구                                 | 조순, 장오현, 이지순, 전문배, 이영환, 박세일 외        | 1992/10/15 | 대우학술총서 공동 15      |
| 임진왜란과 한국문학                                 | 김태준, 황패강, 조동일, 정재호, 설성경, 소재영 외      | 1992/12/20 | 대우학술총서 공동 16      |
| 서재필                                              | 이택휘, 김운태, 양재인, 신복룡, 이상철, 이우진         | 1993/02/10 | 대우학술총서 공동 17      |
| 한강유역사                                          | 최몽룡, 이선복, 안승모, 박순발                         | 1993/06/10 | 대우학술총서 공동 18      |
| 현대지리학의 이론가들                               | 권용우, 김기혁, 김덕현, 김두일, 김부성, 김종규 외      | 1993/09/25 | 대우학술총서 공동 19      |
| 14세기 고려의 정치와 사회                           | 박종기, 김혜원, 이익주, 권영국, 이혜옥, 박종진 외      | 1994/03/20 | 대우학술총서 공동 20      |
| 한국인의 대미인식                                   | 유영익, 송병기, 양호민, 임희섭                         | 1994/03/20 | 대우학술총서 공동 21      |
| 이재 황윤석                                         | 최삼룡, 운원호, 최전승, 김기현, 하우봉                 | 1994/08/30 | 대우학술총서 공동 22      |
| 시카고학파의 경제학                                 | 구재운, 김영용, 김일태, 김태기, 서종석, 손용엽 외      | 1994/09/05 | 대우학술총서 공동 23      |
| 물리음향학 1                                        | 김호철, 김민곤, 서상준, 윤석왕, 김영환                 | 1994/12/25 | 대우학술총서 공동 24      |
| 막스 베버 사회학의 쟁점들                           | 배동인, 김용학, 장덕진, 이병혁, 조은, 김문조 외        | 1995/03/01 | 대우학술총서 공동 25      |
| 대한제국의 토지조사사업                             | 이영학, 왕현종, 이영호, 최원규, 이세영, 최윤오 외      | 1995/03/05 | 대우학술총서 공동 26      |
| 한국어 데이터베이스의 설계 및 응용을 위한 기초 연구 | 정광, 이기용, 김흥규, 임해창, 강범모                   | 1995/03/07 | 대우학술총서 공동 27      |
| 하이에크 연구                                       | 조순, 안석교, 이영환, 소병희, 유정호, 좌승희 외        | 1995/05/30 | 대우학술총서 공동 29      |
| 수치천체물리학 1                                    | 구본철, 김갑성, 박명구, 박창범, 오갑수, 이동훈 외      | 1995/06/30 | 대우학술총서 공동 30      |
| 과학사와 과학교육                                   | 양승훈, 송진웅, 김인환, 조정일, 정원우                 | 1996/04/10 | 대우학술총서 공동 31      |
| 이론물리의 수학적 접근                              | 이준규, 소광섭, 조용승, 이재형, 김성구, 김홍종 외      | 1996/04/25 | 대우학술총서 공동 32      |
| 감성의 철학                                         | 정대현, 임일환, 박정순, 이승환, 허란주, 허라금 외      | 1996/07/30 | 대우학술총서 공동 33      |
| 계산의미론과 그 응용                                | 이기용, 이익환, 유수선, 임해창, 송경안, 신경구 외      | 1996/08/05 | 대우학술총서 공동 34      |
| 프로이트의 문학예술이론                             | 허창운, 민형원, 이유선, 고원                           | 1997/02/25 | 대우학술총서 공동 35      |
| 조선토지 조사사업의 연구                            | 김홍식, 宮嶋博史, 이영훈, 박석두, 조석곤, 김재호       | 1997/04/20 | 대우학술총서 공동 36      |
| 언어학 이론과 한국어 의미 통사 구조 습득 1          | 김영주, 이귀옥, 이익환, 이정민, 이현진, 조숙환 외      | 1997/05/10 | 대우학술총서 공동 37      |
| 구형 항성계의 진화                                  | 한홍배, 오갑수, 이명균, 이영욱, 이형목, 천문석         | 1997/08/30 | 대우학술총서 공동 38      |
| 지방자치와 지역발전                                 | 성경륭, 박준식, 전상인, 이재열, 유팔무, 김왕배 외      | 1997/08/30 | 대우학술총서 공동 39      |
| 성간 매질에서의 물리현상                            | 강혜성, 구본철, 권석민, 김종수, 서경원, 이형목 외      | 1997/11/05 | 대우학술총서 공동 40      |
| 우주과학의 제문제                                   | 김상준, 김용하, 김준, 민경욱, 안병호, 원영인 외        | 1998/08/15 | 대우학술총서 공동 41      |
| 한중실학사연구                                      | 이우성, 박성래, 김명호, 김용걸, 정윤형, 신관결 외      | 1998/10/30 | 대우학술총서 공동 42      |
| 입자물리현상론                                      | 김충선, 김선기, 남궁옥, 명성숙, 박성근, 이석태 외      | 1998/11/20 | 대우학술총서 공동 43      |
| 유럽통합과 신유럽 안보질서                          | 이호재, 진장철, 박주신, 현인택, 오재완, 김성진         | 1998/11/25 | 대우학술총서 공동 44      |
| 정확히 풀리는 양자계                                | 남순건, 이공주복, 안창림, 신상진, 유재준               | 1998/12/30 | 대우학술총서 공동 45      |
| 레이저의 화학적 응용                                | 강태종, 김동호, 김성규, 김용록, 김학진, 김홍래 외      | 1998/12/30 | 대우학술총서 공동 46      |
| 새유리의 기능과 합성                                | 강원호, 김병호, 김병훈, 김종옥, 김철영, 박용완 외      | 1998/12/30 | 대우학술총서 공동 47      |
| 비선형최적화의 이론                                 | 김도상, 이규명, 국헌, 박동준, 조철민, 조청래           | 1998/12/30 | 대우학술총서 공동 48      |
| 정다산연구의 현황                                   | 한우근, 김영호, 안진오, 박병호, 김한식, 윤사순, 강만길 | 1985/09/15 | 대우학술총서 다산학연구 1 |
| 정다산과 그 시대                                    | 강만길, 강재언, 김인걸, 조광, 최석우, 정석종           | 1986/08/15 | 대우학술총서 다산학연구 2 |
| 정다산의 경학                                       | 최대우, 정병연, 안진오, 이을호                         | 1989/04/25 | 대우학술총서 다산학연구 3 |
| 다산학의 탐구                                       | 박병호, 강재언, 신용하, 강만길, 오가와세이쿄우, 정윤형 | 1990/01/25 | 대우학술총서 다산학연구 4 |
| 한국의 친족용어                                     | 최재석                                                 | 1988/07/20 | 대우학술총서 자료집 1     |
| 충남토속지명사전                                    | 최문휘                                                 | 1988/07/20 | 대우학술총서 자료집 2     |
| 한국의 음식용어                                     | 윤서석                                                 | 1991/01/25 | 대우학술총서 자료집 3     |
| 제주토속지명사전                                    | 오성찬                                                 | 1992/10/15 | 대우학술총서 자료집 4     |
| 전북전래지명총람                                    | 유재영                                                 | 1993/03/15 | 대우학술총서 자료집 5     |
| 한말의병 관계문헌 해제집                            | 김순덕, 윤대원, 이상찬, 홍순권                         | 1993/09/10 | 대우학술총서 자료집 6     |
| 유목민족제국사                                      | 송기중                                                 | 1984/05/01 | 대우학술총서 번역 1       |
| 수학의 확실성                                       | 박세희                                                 | 1984/12/25 | 대우학술총서 번역 2       |
| 중세철학사                                          | 강영계                                                 | 1984/11/30 | 대우학술총서 번역 3       |
| 일본어의 기원                                       | 김방한                                                 | 1985/04/30 | 대우학술총서 번역 4       |
| 고대한어음운학개요                                  | 최영애                                                 | 1985/10/15 | 대우학술총서 번역 5       |
| 말과 사물                                           | 이광래                                                 | 1986/01/20 | 대우학술총서 번역 6       |
| 수리철학과 과학철학                                 | 김상문                                                 | 1987/02/25 | 대우학술총서 번역 7       |
| 기후와 진화                                         | 김준민                                                 | 1987/06/10 | 대우학술총서 번역 8       |
| 이성·진리·역사                                      | 김효명                                                 | 1987/07/30 | 대우학술총서 번역 9       |
| 사회과학에서의 장이론                               | 박재호                                                 | 1987/09/30 | 대우학술총서 번역 10      |
| 영국의 산업혁명                                     | 나경수, 이정우                                         | 1987/12/20 | 대우학술총서 번역 11      |
| 현대 과학철학 논쟁                                  | 조승옥, 김동식                                         | 1987/12/30 | 대우학술총서 번역 12      |
| 있음에서 됨으로                                     | 이철수                                                 | 1989/03/15 | 대우학술총서 번역 13      |
| 비교종교학                                          | 김종서                                                 | 1988/08/10 | 대우학술총서 번역 14      |
| 동물행동학                                          | 장현갑                                                 | 1988/09/20 | 대우학술총서 번역 15      |
| 현대우주론                                          | 양종만                                                 | 1988/11/05 | 대우학술총서 번역 16      |
| 시베리아의 샤머니즘                                 | 최길성                                                 | 1988/11/30 | 대우학술총서 번역 17      |
| 조형미술의 형식                                     | 조창섭                                                 | 1989/06/05 | 대우학술총서 번역 18      |
| 힐버트                                              | 이일해                                                 | 1989/06/30 | 대우학술총서 번역 19      |
| 원시국가의 진화                                     | 최몽룡                                                 | 1989/06/25 | 대우학술총서 번역 20      |
| 상문명                                              | 윤내현                                                 | 1988/10/25 | 대우학술총서 번역 21      |
| 마음의 생태학                                       | 서석봉                                                 | 1989/12/10 | 대우학술총서 번역 22      |
| 혼돈 속의 질서                                      | 유기풍                                                 | 1990/01/10 | 대우학술총서 번역 23      |
| 생명의 기원                                         | 박인원                                                 | 1990/01/15 | 대우학술총서 번역 24      |
| 일반언어학이론                                      | 권재일                                                 | 1989/12/30 | 대우학술총서 번역 25      |
| 국가권력의 이념사                                   | 이광주                                                 | 1990/01/25 | 대우학술총서 번역 26      |
| 역사학 논고                                         | 이정옥                                                 | 1990/02/28 | 대우학술총서 번역 27      |
| 유럽 의식의 위기 1                                  | 조한경                                                 | 1990/03/20 | 대우학술총서 번역 28      |
| 유럽 의식의 위기 2                                  | 조한경                                                 | 1992/03/10 | 대우학술총서 번역 29      |
| 일반국가학                                          | 민준기                                                 | 1990/03/15 | 대우학술총서 번역 30      |
| 일반언어학강의                                      | 최승언                                                 | 1990/08/10 | 대우학술총서 번역 31      |
| 일반체계이론                                        | 현승일                                                 | 1990/09/25 | 대우학술총서 번역 32      |
| 현대문명의 위기와 기술철학                          | 이군현                                                 | 1990/10/25 | 대우학술총서 번역 33      |
| 언어에 대한 지식                                    | 이선우                                                 | 1990/12/05 | 대우학술총서 번역 34      |
| 음운학원론                                          | 한문희                                                 | 1991/01/15 | 대우학술총서 번역 35      |
| 우주의 발견                                         | 강용희                                                 | 1991/03/15 | 대우학술총서 번역 36      |
| 수학적 발견의 논리                                  | 우정호                                                 | 1991/01/20 | 대우학술총서 번역 37      |
| 텍스트사회학                                        | 허창운                                                 | 1991/02/28 | 대우학술총서 번역 38      |
| 현대물리학의 철학적 테두리                          | 전일동                                                 | 1991/03/01 | 대우학술총서 번역 39      |
| 과학과 가치관의 우선순위                            | 이남표                                                 | 1991/06/10 | 대우학술총서 번역 40      |
| 신화의 진실                                         | 이규영                                                 | 1991/06/20 | 대우학술총서 번역 41      |
| 대폭발                                              | 홍승수                                                 | 1991/07/20 | 대우학술총서 번역 42      |
| 대동서                                              | 이성애                                                 | 1991/08/16 | 대우학술총서 번역 43      |
| 표상                                                | 이영옥, 정성호                                         | 1991/09/18 | 대우학술총서 번역 44      |
| 과정과 실재                                         | 오영환                                                 | 1991/09/30 | 대우학술총서 번역 45      |
| 그리스 국가                                         | 김진경                                                 | 1991/09/30 | 대우학술총서 번역 46      |
| 거대한 변환                                         | 박현수                                                 | 1991/09/30 | 대우학술총서 번역 47      |
| 법인류학                                            | 이문웅                                                 | 1992/05/15 | 대우학술총서 번역 48      |
| 언어철학                                            | 곽강제                                                 | 1992/05/25 | 대우학술총서 번역 49      |
| 중세 이슬람의 국가와 정부                           | 김정위                                                 | 1992/09/30 | 대우학술총서 번역 50      |
| 전통                                                | 김병서, 심현순                                         | 1992/05/30 | 대우학술총서 번역 51      |
| 몽골문어문법                                        | 유원수                                                 | 1992/07/30 | 대우학술총서 번역 52      |
| 중국신화전설 1                                      | 전인초, 김선자                                         | 1992/09/30 | 대우학술총서 번역 53      |
| 중국신화전설 2                                      | 전인초, 김선자                                         | 1998/03/20 | 대우학술총서 번역 54      |
| 사회생물학 1                                        | 이병훈, 박시룡                                         | 1992/12/20 | 대우학술총서 번역 55      |
| 사회생물학 2                                        | 이병훈, 박시룡                                         | 1992/12/20 | 대우학술총서 번역 56      |
| 일반언어학의 제문제 1                               | 황경자                                                 | 1992/12/30 | 대우학술총서 번역 57      |
| 일반언어학의 제문제 2                               | 황경자                                                 | 1992/12/30 | 대우학술총서 번역 58      |
| 폭력과 성스러움                                     | 김진식, 박무호                                         | 1993/02/20 | 대우학술총서 번역 59      |
| 갑골학 60년                                         | 이형구                                                 | 1993/02/15 | 대우학술총서 번역 60      |
| 현대수학의 여행자                                   | 김인수, 주형관                                         | 1993/02/20 | 대우학술총서 번역 61      |
| 프랑스혁명의 지적기원                               | 주명철                                                 | 1993/06/10 | 대우학술총서 번역 62      |
| 해석학과 과학                                       | 이유선                                                 | 1993/06/20 | 대우학술총서 번역 63      |
| 서양고대경제                                        | 지동식                                                 | 1993/11/30 | 대우학술총서 번역 64      |
| 음악사회학                                          | 이건용                                                 | 1993/12/20 | 대우학술총서 번역 65      |
| 앙띠 오이디푸스                                     | 최명관                                                 | 1994/03/10 | 대우학술총서 번역 66      |
| 과학커뮤니케이션론                                  | 남태우, 정준민                                         | 1994/03/20 | 대우학술총서 번역 67      |
| 교양교육의 개혁                                     | 송미섭                                                 | 1994/03/15 | 대우학술총서 번역 68      |
| 과학과 가치                                         | 이유선                                                 | 1994/04/20 | 대우학술총서 번역 69      |
| 초기제국에 있어서의 교역과 시장                     | 이종욱                                                 | 1994/06/10 | 대우학술총서 번역 70      |
| 폭정론과 저항권                                     | 심재우                                                 | 1994/11/10 | 대우학술총서 번역 71      |
| 생명과학철학                                        | 하두봉, 구혜영                                         | 1994/11/10 | 대우학술총서 번역 72      |
| 사랑의 역사                                         | 김영                                                   | 1995/01/30 | 대우학술총서 번역 73      |
| 대지의 노모스                                       | 최재훈                                                 | 1995/02/20 | 대우학술총서 번역 74      |
| 일반공법학강의                                      | 이광윤                                                 | 1995/02/15 | 대우학술총서 번역 75      |
| 텍스트학                                            | 정시호                                                 | 1995/03/01 | 대우학술총서 번역 76      |
| 문명의 발생                                         | 최몽룡                                                 | 1995/02/28 | 대우학술총서 번역 77      |
| 근대국가의 발전                                     | 박상섭                                                 | 1995/02/28 | 대우학술총서 번역 78      |
| 과학적발견의 패턴                                   | 송진웅, 조숙경                                         | 1995/03/05 | 대우학술총서 번역 79      |
| 아랍문학사                                          | 사희만                                                 | 1995/03/05 | 대우학술총서 번역 80      |
| 18세기 중국의 관료제도와 자연재해                   | 정철웅                                                 | 1995/03/05 | 대우학술총서 번역 81      |
| 역사비교 언어학개론                                 | 박기덕, 남성우                                         | 1995/03/05 | 대우학술총서 번역 82      |
| 계몽주의 철학                                       | 박완규                                                 | 1995/02/25 | 대우학술총서 번역 83      |
| 토양 미생물학과 생화학                              | 이도원, 조병철                                         | 1996/06/30 | 대우학술총서 번역 84      |
| 수학, 과학 그리고 인식론                            | 이영애                                                 | 1996/01/25 | 대우학술총서 번역 85      |
| 봉건제의 이해                                       | 김동순                                                 | 1996/01/15 | 대우학술총서 번역 86      |
| 그라마톨로지                                        | 김성도                                                 | 1996/02/05 | 대우학술총서 번역 87      |
| 은대정복인물통고 1                                  | 손예철                                                 | 1996/03/10 | 대우학술총서 번역 88      |
| 은대정복인물통고 2                                  | 손예철                                                 | 1996/03/10 | 대우학술총서 번역 89      |
| 은대정복인물통고 3                                  | 손예철                                                 | 1996/03/10 | 대우학술총서 번역 90      |
| 순수경제학                                          | 심상필                                                 | 1996/05/30 | 대우학술총서 번역 91      |
| 문화유물론                                          | 유명기                                                 | 1996/05/15 | 대우학술총서 번역 92      |
| 포유동물의 가축화역사                               | 김준민                                                 | 1996/05/20 | 대우학술총서 번역 93      |
| 르네상스 철학에서의 개체와 우주                     | 박지형                                                 | 1996/06/10 | 대우학술총서 번역 94      |
| 화학적 진화                                         | 고문주                                                 | 1996/07/10 | 대우학술총서 번역 95      |
| 과학의 한계                                         | 송병옥                                                 | 1996/09/10 | 대우학술총서 번역 96      |
| 러시아 연해주와 발해역사                            | 송기호, 정석배                                         | 1996/09/30 | 대우학술총서 번역 97      |
| 경제정책의 원리                                     | 안병직, 황신준                                         | 1996/11/05 | 대우학술총서 번역 98      |
| 비코와 헤르더                                       | 이종흡, 강성호                                         | 1997/04/20 | 대우학술총서 번역 99      |
| 실용주의의 결과                                     | 김동식                                                 | 1996/12/05 | 대우학술총서 번역 100     |
| 국제 지층구분 지침서                                | 백인성                                                 | 1997/03/05 | 대우학술총서 번역 101     |
| 국가론                                              | 홍성방                                                 | 1997/10/25 | 대우학술총서 번역 102     |
| 경험과 판단                                         | 이종훈                                                 | 1997/10/20 | 대우학술총서 번역 103     |
| 17세기 프랑스 정치사상                              | 나정원                                                 | 1997/10/20 | 대우학술총서 번역 104     |
| 고대 노예제도와 모던 이데올로기                     | 송문현                                                 | 1998/11/15 | 대우학술총서 번역 105     |
| 이향견문록                                          | 이우성, 김시업, 권진호, 김명균, 김진균, 나종면 외      | 1997/12/10 | 대우학술총서 번역 106     |
| 수학학습심리학                                      | 황우형                                                 | 1997/11/30 | 대우학술총서 번역 107     |
| 고생태학                                            | 양승영                                                 | 1998/02/20 | 대우학술총서 번역 108     |
| 지리학의 본질 1                                     | 고태경, 권용우, 김대영, 김덕현, 김두일, 김부성 외      | 1998/09/30 | 대우학술총서 번역 109     |
| 지리학의 본질 2                                     | 고태경, 권용우, 김대영, 김덕현, 김두일, 김부성 외      | 1998/09/30 | 대우학술총서 번역 110     |
| 수학과 물리학                                       | 명효철, 채동호                                         | 1998/02/20 | 대우학술총서 번역 111     |
| 과학의 합리성                                       | 양형진, 조기숙                                         | 1998/04/30 | 대우학술총서 번역 112     |
| 뇌의 진화                                           | 박찬웅                                                 | 1998/03/30 | 대우학술총서 번역 113     |
| 식물의 전략과 군집구조                              | 문형태                                                 | 1998/03/30 | 대우학술총서 번역 114     |
| 코레아 1                                            | 김종규, 강경원, 손명철                                 | 1998/03/30 | 대우학술총서 번역 115     |
| 코레아 2                                            | 김종규, 강경원, 손명철                                 | 1998/03/30 | 대우학술총서 번역 116     |
| 현대물리학의 합리주의적 활동                        | 정계섭                                                 | 1998/08/30 | 대우학술총서 번역 117     |
| X선 검출기                                          | 문신행                                                 | 1998/09/05 | 대우학술총서 번역 118     |
| 과학사회학 1                                        | 석현호, 정창수, 양종회                                 | 1998/11/15 | 대우학술총서 번역 119     |
| 과학사회학 2                                        | 석현호, 정창수, 양종회                                 | 1998/11/15 | 대우학술총서 번역 120     |
| 계몽주의의 기원                                     | 주명철                                                 | 1998/10/30 | 대우학술총서 번역 121     |
| 미술과 사회                                         | 안옥성                                                 | 1998/12/25 | 대우학술총서 번역 122     |
| 신약성서의 고고학 1                                 | 남대극                                                 | 1998/12/30 | 대우학술총서 번역 123     |
| 신약성서의 고고학 2                                 | 남대극                                                 | 1998/12/30 | 대우학술총서 번역 124     |

| 제목                   | 연구자                         | 출판일     | 분류                          |
| ---------------------- | ------------------------------ | ---------- | ----------------------------- |
| 한국어의 계통          | 김방한                         | 1983/11/15 | 대우학술총서 인문사회과학 1   |
| 문학사회학             | 김현                           | 1983/08/30 | 대우학술총서 인문사회과학 2   |
| 상주사                 | 윤내현                         | 1984/04/05 | 대우학술총서 인문사회과학 3   |
| 인간의 지능            | 황정규                         | 1984/03/30 | 대우학술총서 인문사회과학 4   |
| 중국고대문학사         | 김학주                         | 1983/11/15 | 대우학술총서 인문사회과학 5   |
| 일본의 만엽집          | 김사엽                         | 1983/11/15 | 대우학술총서 인문사회과학 6   |
| 현대의미론             | 이익환                         | 1983/03/15 | 대우학술총서 인문사회과학 7   |
| 베트남사               | 유인선                         | 1984/01/30 | 대우학술총서 인문사회과학 8   |
| 인도철학사             | 길희성                         | 1984/04/30 | 대우학술총서 인문사회과학 9   |
| 한국의 풍수사상        | 최창조                         | 1984/03/30 | 대우학술총서 인문사회과학 10  |
| 사회과학과 수학        | 이승훈, 김우철, 윤창호, 정성진 | 1984/05/05 | 대우학술총서 인문사회과학 11  |
| 중상주의               | 김광수                         | 1984/04/30 | 대우학술총서 인문사회과학 12  |
| 방언학                 | 이익섭                         | 1984/12/25 | 대우학술총서 인문사회과학 13  |
| 구조주의               | 소두영                         | 1984/12/30 | 대우학술총서 인문사회과학 14  |
| 외교제도사             | 김홍철                         | 1985/02/15 | 대우학술총서 인문사회과학 15  |
| 아동심리학             | 최경숙                         | 1985/12/30 | 대우학술총서 인문사회과학 16  |
| 언어심리학             | 조명한                         | 1985/12/30 | 대우학술총서 인문사회과학 17  |
| 법사회학               | 양건                           | 1986/05/30 | 대우학술총서 인문사회과학 18  |
| 해양법                 | 박춘호, 유병화                 | 1986/03/25 | 대우학술총서 인문사회과학 19  |
| 한국의 정원            | 정동오                         | 1986/12/15 | 대우학술총서 인문사회과학 20  |
| 현대도시론             | 강대기                         | 1987/01/30 | 대우학술총서 인문사회과학 21  |
| 이슬람 사상사          | 김정위                         | 1987/02/28 | 대우학술총서 인문사회과학 22  |
| 동북아시아의 암각화    | 황용훈                         | 1987/04/25 | 대우학술총서 인문사회과학 23  |
| 자연법사상             | 박은정                         | 1987/06/15 | 대우학술총서 인문사회과학 24  |
| 홍대용 평전            | 김태준                         | 1987/07/15 | 대우학술총서 인문사회과학 25  |
| 역사주의               | 이민호                         | 1988/01/15 | 대우학술총서 인문사회과학 26  |
| 인구어 비교언어학      | 김윤한                         | 1988/03/15 | 대우학술총서 인문사회과학 27  |
| 중국고대음운학         | 문선규                         | 1987/12/30 | 대우학술총서 인문사회과학 28  |
| 한국의 주거민속지      | 김광언                         | 1988/03/25 | 대우학술총서 인문사회과학 29  |
| 한국의 고문서          | 허흥식                         | 1988/08/05 | 대우학술총서 인문사회과학 30  |
| 역사비교언어학         | 김방한                         | 1988/08/30 | 대우학술총서 인문사회과학 31  |
| 묵자                   | 김학주                         | 1988/11/30 | 대우학술총서 인문사회과학 32  |
| 영국혁명의 수평파 운동 | 임희완                         | 1988/11/20 | 대우학술총서 인문사회과학 33  |
| 성격                   | 김경희                         | 1988/11/20 | 대우학술총서 인문사회과학 34  |
| 중국의 고고학          | 최무장                         | 1989/01/10 | 대우학술총서 인문사회과학 35  |
| 역사의 방법            | 양병우                         | 1988/02/28 | 대우학술총서 인문사회과학 36  |
| 조선시대 지방행정사    | 이수건                         | 1989/09/30 | 대우학술총서 인문사회과학 37  |
| 한국 여속사            | 김용숙                         | 1990/02/01 | 대우학술총서 인문사회과학 38  |
| 한국 농학사            | 이춘령                         | 1989/12/30 | 대우학술총서 인문사회과학 39  |
| 한국의 가족과 종족     | 이광규                         | 1990/03/15 | 대우학술총서 인문사회과학 40  |
| 제3세계                | 심상필                         | 1990/04/20 | 대우학술총서 인문사회과학 41  |
| 코란의 이해            | 김용선                         | 1990/05/25 | 대우학술총서 인문사회과학 42  |
| 시베리아 개발사        | 이철                           | 1990/05/30 | 대우학술총서 인문사회과학 43  |
| 스페인문학사           | 김현창                         | 1990/06/10 | 대우학술총서 인문사회과학 44  |
| 영어사                 | 김석산                         | 1990/06/30 | 대우학술총서 인문사회과학 45  |
| 어원론                 | 김방한                         | 1990/08/10 | 대우학술총서 인문사회과학 46  |
| 조선의 서학사          | 강재언                         | 1990/09/10 | 대우학술총서 인문사회과학 47  |
| 한국음악학             | 이강숙                         | 1990/10/20 | 대우학술총서 인문사회과학 48  |
| 중국언어학             | 문선규                         | 1990/10/30 | 대우학술총서 인문사회과학 49  |
| 스포츠심리학           | 류정무, 이강헌                 | 1990/10/20 | 대우학술총서 인문사회과학 50  |
| 원시유교               | 김승혜                         | 1990/12/15 | 대우학술총서 인문사회과학 51  |
| 전쟁론                 | 김홍철                         | 1991/03/20 | 대우학술총서 인문사회과학 52  |
| 삼국시대의 한자음      | 유창균                         | 1991/01/20 | 대우학술총서 인문사회과학 53  |
| 베르그송의 철학        | 김형효                         | 1991/05/10 | 대우학술총서 인문사회과학 54  |
| 아날학파               | 김응종                         | 1991/05/05 | 대우학술총서 인문사회과학 55  |
| 자유주의의 원리와 역사 | 노명식                         | 1991/07/15 | 대우학술총서 인문사회과학 56  |
| 국민투표               | 구병삭, 강경근                 | 1991/08/30 | 대우학술총서 인문사회과학 57  |
| 한국 서지학            | 천혜봉                         | 1991/09/14 | 대우학술총서 인문사회과학 58  |
| 조선통신사             | 이원식                         | 1991/10/05 | 대우학술총서 인문사회과학 59  |
| 명말청초사상           | 배영동                         | 1992/04/30 | 대우학술총서 인문사회과학 60  |
| 한국의 장시            | 이재하, 홍순완                 | 1992/09/25 | 대우학술총서 인문사회과학 61  |
| 고려시대의 후비        | 정용숙                         | 1992/08/25 | 대우학술총서 인문사회과학 62  |
| 포스트 모더니즘의 이론 | 김욱동                         | 1992/07/10 | 대우학술총서 인문사회과학 63  |
| 한국의 복식미          | 김영자                         | 1992/08/20 | 대우학술총서 인문사회과학 64  |
| 정신신경증             | 이현수                         | 1992/09/10 | 대우학술총서 인문사회과학 65  |
| 한국주거사             | 홍형옥                         | 1992/08/15 | 대우학술총서 인문사회과학 66  |
| 한국어통사론           | 권재일                         | 1992/12/20 | 대우학술총서 인문사회과학 67  |
| 러시아어사             | 강흥주, 강덕수                 | 1992/12/20 | 대우학술총서 인문사회과학 68  |
| 다산의 역학            | 이을호                         | 1993/02/15 | 대우학술총서 인문사회과학 69  |
| 중남미사               | 민만식, 강석영, 최영수         | 1993/08/30 | 대우학술총서 인문사회과학 70  |
| 프랑스고전주의 문학    | 이환                           | 1993/08/30 | 대우학술총서 인문사회과학 71  |
| 라틴아메리카 지리      | 이전                           | 1994/03/25 | 대우학술총서 인문사회과학 72  |
| 비교문학               | 윤호병                         | 1994/03/20 | 대우학술총서 인문사회과학 73  |
| 중국희곡               | 양회석                         | 1994/06/10 | 대우학술총서 인문사회과학 74  |
| 사회언어학             | 이익섭                         | 1994/08/30 | 대우학술총서 인문사회과학 75  |
| 신해혁명사             | 민두기                         | 1994/08/30 | 대우학술총서 인문사회과학 76  |
| 중국고대의 가무희      | 김학주                         | 1994/08/15 | 대우학술총서 인문사회과학 77  |
| 체질인류학             | 박선주                         | 1994/09/15 | 대우학술총서 인문사회과학 78  |
| 인도사                 | 조길태                         | 1994/09/30 | 대우학술총서 인문사회과학 79  |
| 한국의 하천            | 안수한                         | 1995/02/15 | 대우학술총서 인문사회과학 80  |
| 의상                   | 김두진                         | 1995/02/28 | 대우학술총서 인문사회과학 81  |
| 생물심리학             | 장현갑                         | 1995/03/05 | 대우학술총서 인문사회과학 82  |
| 경제윤리               | 이재율                         | 1995/02/20 | 대우학술총서 인문사회과학 83  |
| 아우구스티누스         | 이석우                         | 1995/03/05 | 대우학술총서 인문사회과학 84  |
| 고구려 고고학 1        | 최무장                         | 1995/08/15 | 대우학술총서 인문사회과학 85  |
| 고구려 고고학 2        | 최무장                         | 1995/08/15 | 대우학술총서 인문사회과학 86  |
| 토지소유권 법사상      | 김상용                         | 1995/08/21 | 대우학술총서 인문사회과학 87  |
| 현상학                 | 한전숙                         | 1996/01/25 | 대우학술총서 인문사회과학 88  |
| 보수주의               | 이봉희                         | 1996/05/30 | 대우학술총서 인문사회과학 89  |
| 지도학원론             | 한균형                         | 1996/09/05 | 대우학술총서 인문사회과학 90  |
| 러시아 현대시학        | 석영중                         | 1996/09/20 | 대우학술총서 인문사회과학 91  |
| 문화기호학             | 송효섭                         | 1997/03/10 | 대우학술총서 인문사회과학 92  |
| 미국대외정책사         | 권용립                         | 1997/03/20 | 대우학술총서 인문사회과학 93  |
| 미국현대문학           | 김성곤                         | 1997/03/10 | 대우학술총서 인문사회과학 94  |
| 대학사                 | 이광주                         | 1997/05/20 | 대우학술총서 인문사회과학 95  |
| 이슬람 칼리파제사      | 손주영                         | 1997/07/30 | 대우학술총서 인문사회과학 96  |
| 피카레스크 소설        | 이가형                         | 1997/09/30 | 대우학술총서 인문사회과학 97  |
| 국경론                 | 김홍철                         | 1997/10/05 | 대우학술총서 인문사회과학 98  |
| 한국과거제도사         | 이성무                         | 1997/10/10 | 대우학술총서 인문사회과학 99  |
| 환경윤리               | 진교훈                         | 1998/05/05 | 대우학술총서 인문사회과학 100 |
| 기후변화               | 김연옥                         | 1998/04/30 | 대우학술총서 인문사회과학 101 |
| 신제도이론             | 송현호                         | 1998/07/15 | 대우학술총서 인문사회과학 102 |
| 번역학                 | 김효중                         | 1998/07/30 | 대우학술총서 인문사회과학 103 |
| 현대인식론             | 김기현                         | 1998/08/25 | 대우학술총서 인문사회과학 104 |
| 형태론                 | 안상철                         | 1998/08/30 | 대우학술총서 인문사회과학 105 |
| 계량경제학사           | 오광우                         | 1998/10/15 | 대우학술총서 인문사회과학 106 |
| 종말론                 | 김균진                         | 1998/11/30 | 대우학술총서 인문사회과학 107 |

| 제목                                     | 연구자                         | 출판일     | 분류                      |
| ---------------------------------------- | ------------------------------ | ---------- | ------------------------- |
| 소립자와 게이지 상호작용                 | 김진의                         | 1984/01/01 | 대우학술총서 자연과학 1   |
| 동력학특론                               | 이병호                         | 1984/01/30 | 대우학술총서 자연과학 2   |
| 질소고정                                 | 송승달                         | 1983/11/30 | 대우학술총서 자연과학 3   |
| 상전이와 임계현상                        | 김두철                         | 1983/12/25 | 대우학술총서 자연과학 4   |
| 촉매작용                                 | 진종식                         | 1983/12/20 | 대우학술총서 자연과학 5   |
| 뫼스바우어 분광학                        | 옥항남                         | 1983/12/01 | 대우학술총서 자연과학 6   |
| 극미량원소의 영양                        | 승정자                         | 1984/03/30 | 대우학술총서 자연과학 7   |
| 수소화붕소와 유기붕소화합물              | 윤능민                         | 1984/08/10 | 대우학술총서 자연과학 8   |
| 항생물질의 전합성                        | 강석구                         | 1984/07/30 | 대우학술총서 자연과학 9   |
| 국소적 형태의 Atiyah-Singer지표이론      | 지동표                         | 1983/11/30 | 대우학술총서 자연과학 10  |
| Mucopolysaccharides의 생화학 및 생물리학 | 박준우                         | 1984/02/20 | 대우학술총서 자연과학 11  |
| 천체물리학                               | 홍승수                         | 1984/01/10 | 대우학술총서 자연과학 12  |
| 프로스타글란딘합성                       | 김성각                         | 1984/08/20 | 대우학술총서 자연과학 13  |
| 천연물화학연구법                         | 우원식                         | 1984/11/15 | 대우학술총서 자연과학 14  |
| 지방영양                                 | 김숙희                         | 1984/07/30 | 대우학술총서 자연과학 15  |
| 결정화 유리                              | 김병호                         | 1984/08/10 | 대우학술총서 자연과학 16  |
| 고분자의 화학반응                        | 조의환                         | 1984/08/25 | 대우학술총서 자연과학 17  |
| 과학혁명                                 | 김영식                         | 1984/08/15 | 대우학술총서 자연과학 18  |
| 한국지질론                               | 장기홍                         | 1985/01/15 | 대우학술총서 자연과학 19  |
| 정보이론                                 | 한영열                         | 1985/03/10 | 대우학술총서 자연과학 20  |
| 원자핵 반응론                            | 정운혁                         | 1986/02/15 | 대우학술총서 자연과학 21  |
| 파괴역학                                 | 김상철                         | 1985/06/15 | 대우학술총서 자연과학 22  |
| 분자궤도이론                             | 이익춘                         | 1985/04/30 | 대우학술총서 자연과학 23  |
| 반응속도론                               | 정경훈                         | 1985/06/05 | 대우학술총서 자연과학 24  |
| 미분위상수학                             | 이현구                         | 1985/05/30 | 대우학술총서 자연과학 25  |
| 자기공명방법                             | 조성호                         | 1985/10/15 | 대우학술총서 자연과학 26  |
| 플라스마 물리학과 핵융합                 | 최덕인                         | 1985/08/30 | 대우학술총서 자연과학 27  |
| 천문관측과 분석                          | 이시우                         | 1985/05/15 | 대우학술총서 자연과학 28  |
| 석탄에너지의 변환기술                    | 김상돈                         | 1986/02/15 | 대우학술총서 자연과학 29  |
| 해양미고생물학                           | 백광호                         | 1986/06/15 | 대우학술총서 자연과학 30  |
| 편미분방정식론                           | 김종식                         | 1985/07/31 | 대우학술총서 자연과학 31  |
| 대통일이론                               | 소광섭                         | 1986/02/10 | 대우학술총서 자연과학 32  |
| 금속전자계의 다체이론                    | 김덕주                         | 1986/03/15 | 대우학술총서 자연과학 33  |
| 액정중합체                               | 진정일                         | 1986/08/15 | 대우학술총서 자연과학 34  |
| 복합재료                                 | 권숙인                         | 1986/02/28 | 대우학술총서 자연과학 35  |
| 단백질생합성                             | 박인원                         | 1986/06/15 | 대우학술총서 자연과학 36  |
| 한국의 광물종                            | 김수진                         | 1986/12/30 | 대우학술총서 자연과학 37  |
| 일반상대론                               | 이철훈                         | 1986/06/25 | 대우학술총서 자연과학 38  |
| 레이저 광산란 분광학                     | 김종진                         | 1986/08/31 | 대우학술총서 자연과학 39  |
| 복소다양체론                             | 김상문                         | 1986/11/30 | 대우학술총서 자연과학 40  |
| 역학적 연구방법                          | 김일순                         | 1986/09/15 | 대우학술총서 자연과학 41  |
| 핵구조물리학                             | 민동필                         | 1987/06/15 | 대우학술총서 자연과학 42  |
| 후리에해석과 의미분작용소                | 김도한                         | 1987/05/30 | 대우학술총서 자연과학 43  |
| 한국의 고생물                            | 이하영                         | 1987/07/15 | 대우학술총서 자연과학 44  |
| 질량분석학                               | 김명수                         | 1987/05/30 | 대우학술총서 자연과학 45  |
| 급변론                                   | 박대현                         | 1987/05/30 | 대우학술총서 자연과학 46  |
| 생체에너지                               | 주충노                         | 1987/10/30 | 대우학술총서 자연과학 47  |
| 리이만 기하학                            | 박을용                         | 1987/11/10 | 대우학술총서 자연과학 48  |
| 군표현론                                 | 박승안                         | 1987/10/25 | 대우학술총서 자연과학 49  |
| 비선형편미분 방정식론                    | 하기식                         | 1987/11/30 | 대우학술총서 자연과학 50  |
| 생체막                                   | 김형만                         | 1987/12/30 | 대우학술총서 자연과학 51  |
| 수리분류학                               | 고철환                         | 1988/01/30 | 대우학술총서 자연과학 52  |
| 찰스 다윈                                | 정용재                         | 1988/03/05 | 대우학술총서 자연과학 53  |
| 금속부식                                 | 박용수                         | 1988/03/15 | 대우학술총서 자연과학 54  |
| 양자광학                                 | 이상수                         | 1988/04/30 | 대우학술총서 자연과학 55  |
| 효소반응속도론                           | 서정헌                         | 1988/04/30 | 대우학술총서 자연과학 56  |
| 화성암성인론                             | 이민성                         | 1988/06/15 | 대우학술총서 자연과학 57  |
| 확률론                                   | 구자흥                         | 1988/05/30 | 대우학술총서 자연과학 58  |
| 분자 분광학                              | 소현수                         | 1988/07/30 | 대우학술총서 자연과학 59  |
| 벡터속 이론                              | 양재현                         | 1988/08/20 | 대우학술총서 자연과학 60  |
| 곤충신경생리학                           | 부경생                         | 1989/03/30 | 대우학술총서 자연과학 61  |
| 에너지띠 이론                            | 모혜정                         | 1989/04/30 | 대우학술총서 자연과학 62  |
| 수학기초론                               | 김상문                         | 1989/09/15 | 대우학술총서 자연과학 63  |
| 신경과학                                 | 박찬웅, 김승업                 | 1990/03/30 | 대우학술총서 자연과학 64  |
| BCH부호와 Reed-Solomon 부호              | 이만영                         | 1990/04/12 | 대우학술총서 자연과학 65  |
| 양자 전기역학                            | 김영덕                         | 1990/09/20 | 대우학술총서 자연과학 66  |
| 군환론                                   | 박재걸                         | 1991/02/25 | 대우학술총서 자연과학 67  |
| 대수기하학                               | 조영현                         | 1991/04/10 | 대우학술총서 자연과학 68  |
| 양자 장이론                              | 이재형                         | 1991/04/15 | 대우학술총서 자연과학 69  |
| 해양오염과 생태계                        | 심재형                         | 1991/04/20 | 대우학술총서 자연과학 70  |
| 비기체 연소합성(SHS)                     | 여철현                         | 1991/05/20 | 대우학술총서 자연과학 71  |
| 크로마토그래피                           | 이대운                         | 1991/07/15 | 대우학술총서 자연과학 72  |
| 곤충의 사회행동                          | 추종길                         | 1991/08/10 | 대우학술총서 자연과학 73  |
| 동위원소 지질학                          | 김규한                         | 1991/09/20 | 대우학술총서 자연과학 74  |
| X-선 결정학                              | 김양                           | 1991/09/25 | 대우학술총서 자연과학 75  |
| 산업 미생물학                            | 배무                           | 1992/01/20 | 대우학술총서 자연과학 76  |
| 통계역학                                 | 조순탁                         | 1992/03/25 | 대우학술총서 자연과학 77  |
| 고분자의 구조와 형태학                   | 이석현                         | 1992/04/30 | 대우학술총서 자연과학 78  |
| LC에 의한 광학 이성질체의 분리           | 현명호                         | 1992/05/30 | 대우학술총서 자연과학 79  |
| 신경전달물질                             | 서유헌                         | 1992/11/03 | 대우학술총서 자연과학 80  |
| 발생과 유전자 발현                       | 이양림                         | 1992/07/15 | 대우학술총서 자연과학 81  |
| 스테로이드 화학                          | 김완주, 김득준                 | 1992/07/30 | 대우학술총서 자연과학 82  |
| 다체계론                                 | 엄정인                         | 1992/10/10 | 대우학술총서 자연과학 83  |
| 중핵반응론                               | 김병택                         | 1992/12/20 | 대우학술총서 자연과학 84  |
| 비가역 열역학                            | 이철수                         | 1993/02/20 | 대우학술총서 자연과학 85  |
| 등각장론                                 | 임채호                         | 1993/02/20 | 대우학술총서 자연과학 86  |
| 방사선 생물학                            | 남상열                         | 1993/02/20 | 대우학술총서 자연과학 87  |
| 석유지질학                               | 이용일                         | 1993/04/30 | 대우학술총서 자연과학 88  |
| 베르누이 시행의 통계적 분석              | 배도선, 김성인                 | 1993/06/25 | 대우학술총서 자연과학 89  |
| 신경세포생리학                           | 강만식                         | 1993/10/25 | 대우학술총서 자연과학 90  |
| 생리활성을 가진 C-P화합물의 화학         | 김용준, 강익중                 | 1993/11/10 | 대우학술총서 자연과학 91  |
| 생물유기화학                             | 서정헌                         | 1994/03/20 | 대우학술총서 자연과학 92  |
| 조직배양                                 | 김승업                         | 1994/04/30 | 대우학술총서 자연과학 93  |
| 유기전이금속화합물                       | 윤석승, 이재근, 장인순, 조남숙 | 1994/06/30 | 대우학술총서 자연과학 94  |
| 실내환경과학                             | 김윤신                         | 1994/06/01 | 대우학술총서 자연과학 95  |
| 유한요소법                               | 정상권                         | 1994/07/15 | 대우학술총서 자연과학 96  |
| 대수적 위상수학                          | 우무하, 김재룡                 | 1994/12/05 | 대우학술총서 자연과학 97  |
| 파인만 적분론                            | 장건수                         | 1994/11/10 | 대우학술총서 자연과학 98  |
| 응용미생물학                             | 박무영                         | 1995/03/01 | 대우학술총서 자연과학 99  |
| 리보플라빈                               | 이상선                         | 1995/02/20 | 대우학술총서 자연과학 100 |
| 노화                                     | 김숙희, 김화영                 | 1995/03/05 | 대우학술총서 자연과학 101 |
| 매트릭스 격리분광학                      | 정기호                         | 1996/01/10 | 대우학술총서 자연과학 102 |
| 신경계 조직배양                          | 김승업                         | 1996/01/30 | 대우학술총서 자연과학 103 |
| 지구화학                                 | 김규한                         | 1996/01/15 | 대우학술총서 자연과학 104 |
| 은하계의 형성과 화학적 진화              | 이시우, 현정준, 윤홍식, 홍승수 | 1996/08/25 | 대우학술총서 자연과학 105 |
| 동물행동학의 이해                        | 박시룡                         | 1996/02/25 | 대우학술총서 자연과학 106 |
| 액체의 미립화                            | 이상용                         | 1996/03/25 | 대우학술총서 자연과학 107 |
| 점토광물학                               | 문희수                         | 1996/03/30 | 대우학술총서 자연과학 108 |
| 중국수학사                               | 김용운, 김용국                 | 1996/05/10 | 대우학술총서 자연과학 109 |
| 퇴적암석학                               | 유강민, 우경식                 | 1997/06/20 | 대우학술총서 자연과학 110 |
| 로렌츠 기하학                            | 김종철                         | 1996/10/30 | 대우학술총서 자연과학 111 |
| 몬테카를로 방법의 물리학적 응용          | 김재삼                         | 1997/02/25 | 대우학술총서 자연과학 112 |
| 천체역학                                 | 최규홍                         | 1997/03/10 | 대우학술총서 자연과학 113 |
| 확률미분방정식                           | 김재희                         | 1997/04/30 | 대우학술총서 자연과학 114 |
| 전자현미경의 원리와 응용                 | 이정용                         | 1997/06/10 | 대우학술총서 자연과학 115 |
| 미세구조유체 흐름의 원리                 | 양승만, 박오옥                 | 1997/09/20 | 대우학술총서 자연과학 116 |
| 고분해능 분자분광학                      | 이상국                         | 1997/09/05 | 대우학술총서 자연과학 117 |
| 생명체의 신호전이                        | 채쾌, 김학용, 박문환           | 1998/04/30 | 대우학술총서 자연과학 118 |
| 고체 추진제                              | 노만균                         | 1998/02/25 | 대우학술총서 자연과학 119 |
| 군과 조화해석                            | 계승혁                         | 1998/04/05 | 대우학술총서 자연과학 120 |
| 인공수정과 수정란이식                    | 임경순, 정구민, 박영식         | 1998/05/10 | 대우학술총서 자연과학 121 |
| 인산이노시톨                             | 정성기, 장영태                 | 1998/06/05 | 대우학술총서 자연과학 122 |
| 탄화수소의 산화반응                      | 이규완                         | 1998/07/30 | 대우학술총서 자연과학 123 |
| 매듭론                                   | 고기형, 진교택                 | 1998/09/05 | 대우학술총서 자연과학 124 |
| 빛의 양자이론                            | 이해웅                         | 1998/09/20 | 대우학술총서 자연과학 125 |
| 양자유체 4He                             | 엄정인                         | 1998/11/30 | 대우학술총서 자연과학 126 |
| Lie군의 표현론                           | 양재현                         | 1998/11/25 | 대우학술총서 자연과학 127 |
| 작용소론                                 | 노재철                         | 1998/11/20 | 대우학술총서 자연과학 128 |
| 조화적분론                               | 박진석                         | 1998/11/25 | 대우학술총서 자연과학 129 |
| 위너적분론                               | 장건수                         | 1998/12/25 | 대우학술총서 자연과학 130 |
| 유변학                                   | 문탁진                         | 1998/12/30 | 대우학술총서 자연과학 131 |
| 조암광물학                               | 김원사                         | 1998/12/30 | 대우학술총서 자연과학 132 |
| 광상성인론                               | 문건주                         | 1999/01/15 | 대우학술총서 자연과학 133 |
| 음향학 1                                 | 이병호                         | 1999/04/30 | 대우학술총서 자연과학 134 |
| 음향학 2                                 | 이병호                         | 1999/04/30 | 대우학술총서 자연과학 135 |

| 제목                                                        | 연구자                                              | 출판일     | 분               |
| ----------------------------------------------------------- | --------------------------------------------------- | ---------- | ---------------- |
| 한중관계사 1                                                | 김한규                                              | 1999/04/20 | 대우학술총서 422 |
| 한중관계사 2                                                | 김한규                                              | 1999/04/20 | 대우학술총서 423 |
| 두보와 이백                                                 | 이병주                                              | 1999/04/10 | 대우학술총서 424 |
| 한국의 전통민가                                             | 주남철                                              | 1999/06/30 | 대우학술총서 425 |
| 의학철학                                                    | 이호영, 이종찬                                      | 1999/06/20 | 대우학술총서 426 |
| 지구환경정치학                                              | 이필렬                                              | 1999/10/30 | 대우학술총서 427 |
| 기후학 1                                                    | 오재호                                              | 1999/04/20 | 대우학술총서 428 |
| 기후학 2                                                    | 오재호                                              | 1999/04/20 | 대우학술총서 429 |
| 앙시앙레짐 1                                                | 김주식                                              | 1999/08/30 | 대우학술총서 430 |
| 앙시앙레짐 2                                                | 김주식                                              | 1999/08/30 | 대우학술총서 431 |
| 다양체의 미분위상수학                                       | 조용승                                              | 1999/05/20 | 대우학술총서 432 |
| 스페인 피카레스크 소설                                      | 김춘진                                              | 1999/04/20 | 대우학술총서 433 |
| 독일의 통일과 위기                                          | 김학이                                              | 1999/07/30 | 대우학술총서 434 |
| 언어학파의 형성과 발달                                      | 임혜순                                              | 1999/10/10 | 대우학술총서 435 |
| 성간화학                                                    | 민영기                                              | 1999/10/10 | 대우학술총서 436 |
| 생태학의 배경                                               | 김지홍                                              | 1999/07/30 | 대우학술총서 437 |
| 웨이브렛의 기본이론과 통계에의 응용                         | 김충락, 송현종, 장대홍, 홍창곤                      | 1999/06/30 | 대우학술총서 438 |
| 고지자기학                                                  | 도성재, 김광호                                      | 1999/04/20 | 대우학술총서 439 |
| 최소주의 이론의 이해                                        | 강명윤, 김선웅, 문귀선, 박갑용, 안성호, 이숙희 외   | 1999/04/20 | 대우학술총서 440 |
| 한국사회의 구조론적 이해                                    | 김일철, 김성국, 박영도, 배규한, 송호근, 양종희 외   | 1999/04/20 | 대우학술총서 441 |
| 현대과학철학의 문제들                                       | 조인래, 박은진, 김유신, 이봉재, 신중섭              | 1999/04/20 | 대우학술총서 442 |
| 농업기상학                                                  | 윤진일                                              | 1999/04/10 | 대우학술총서 443 |
| 한국의 초기국가                                             | 이종욱                                              | 1999/04/20 | 대우학술총서 444 |
| 고인류학                                                    | 박선주                                              | 1999/04/20 | 대우학술총서 445 |
| 현대경제지리학                                              | 박삼옥                                              | 1999/04/20 | 대우학술총서 446 |
| 축차분석론                                                  | 김성래                                              | 1999/07/20 | 대우학술총서 447 |
| 텍스트 이론                                                 | 고영근                                              | 1999/07/05 | 대우학술총서 448 |
| 신뢰성분석                                                  | 배도선, 전영록                                      | 1999/07/20 | 대우학술총서 449 |
| 조선과 유구                                                 | 하우봉, 손승철, 이훈, 민덕기, 정성일                | 1999/07/20 | 대우학술총서 450 |
| 함수미분방정식론                                            | 하기식                                              | 1999/07/20 | 대우학술총서 451 |
| 의미와 콘텍스트                                             | 유종선                                              | 1999/08/30 | 대우학술총서 452 |
| 영어전통문법론                                              | 이환묵                                              | 1999/09/10 | 대우학술총서 453 |
| 한국사회의 계급연구                                         | 신행철, 양춘, 정대연, 김석준, 김진영, 박길성 외     | 1999/09/30 | 대우학술총서 454 |
| 해양환경어업론                                              | 이상고, 장창익                                      | 1999/09/30 | 대우학술총서 455 |
| 경제학 강의                                                 | 오근엽                                              | 1999/10/10 | 대우학술총서 456 |
| 당대사의 조명                                               | 박한제, 유원적, 지배선, 김택민, 박근칠, 김유철 외   | 1999/11/30 | 대우학술총서 457 |
| 인도·유럽사회의 제도, 문화 어휘연구 1                       | 김현권                                              | 1999/11/30 | 대우학술총서 458 |
| 인도·유럽사회의 제도, 문화 어휘연구 2                       | 김현권                                              | 1999/12/05 | 대우학술총서 459 |
| 희토류원소 지구화학                                         | 홍영국, 전효택                                      | 2000/01/20 | 대우학술총서 460 |
| 송대심성론                                                  | 양승무, 정병련, 권정안, 곽신환, 이승환, 박연수 외   | 1999/10/30 | 대우학술총서 461 |
| 폴리테이아                                                  | 나정원                                              | 2000/03/10 | 대우학술총서 462 |
| 계면현상론                                                  | 김종득                                              | 2000/02/29 | 대우학술총서 463 |
| 사람의 뼈대                                                 | 황영일                                              | 2000/01/20 | 대우학술총서 464 |
| 한반도의 고분                                               | 강인구                                              | 2000/01/31 | 대우학술총서 465 |
| 시스템 생태학 1                                             | 박석순, 강대석                                      | 2000/05/15 | 대우학술총서 466 |
| 시스템 생태학 2                                             | 박석순, 강대석                                      | 2000/05/15 | 대우학술총서 467 |
| 종교와 과학                                                 | 성영곤, 정진홍, 장회익, 소광섭, 손규태, 윤원철 외   | 2000/03/31 | 대우학술총서 468 |
| 자율적 테크놀로지와 정치철학                                | 강정인                                              | 2000/04/10 | 대우학술총서 469 |
| 콜버그의 도덕성 발달이론                                    | 문용린                                              | 2000/04/30 | 대우학술총서 470 |
| 18세기 프랑스 정치사상                                      | 나정원                                              | 2000/03/30 | 대우학술총서 471 |
| 금융공황과 외환위기, 1870-2000                              | 차명수                                              | 2000/04/30 | 대우학술총서 472 |
| 현대 정치경제학의 주요 이론가들                             | 안청시, 최병선, 임혁백, 김용호, 박찬욱, 이영조 외   | 2000/04/30 | 대우학술총서 473 |
| 이슬람 사상의 형성과 발전                                   | 김정위, 김영경, 이희수, 손주영                      | 2000/05/25 | 대우학술총서 474 |
| 고대인도의 정치이론                                         | 이광수                                              | 2000/08/05 | 대우학술총서 475 |
| 신경호르몬                                                  | 김경진, 조세형                                      | 2000/08/30 | 대우학술총서 476 |
| 조선은 지방을 어떻게 지배했는가                             | 이해준, 고석규, 김인걸, 김현영, 박경하, 심재우 외   | 2000/04/30 | 대우학술총서 477 |
| 고대도시                                                    | 김응종                                              | 2000/05/25 | 대우학술총서 478 |
| 공간의 정치경제학                                           | 최병두, 강현수, 김덕현, 김묵한, 김왕배, 김용창 외   | 2000/06/10 | 대우학술총서 479 |
| 연소이론                                                    | 김호영                                              | 2000/09/30 | 대우학술총서 480 |
| 형태론                                                      | 김진형                                              | 2000/06/30 | 대우학술총서 481 |
| 인간은 언어를 어떻게 습득하는가                             | 조숙환, 김영주, 노경희, 이현진, 존휘트만 외         | 2000/07/20 | 대우학술총서 482 |
| 문화와 진리                                                 | 권숙인                                              | 2000/07/31 | 대우학술총서 483 |
| 마키아벨리 평전                                             | 곽차섭                                              | 2000/07/20 | 대우학술총서 484 |
| 바나하공간론                                                | 조총만                                              | 2000/08/20 | 대우학술총서 485 |
| 그대들의 자유, 우리들의 자유                                | 임지현                                              | 2000/08/31 | 대우학술총서 486 |
| 법상징학이란 무엇인가                                       | 최종고                                              | 2000/10/31 | 대우학술총서 487 |
| 조광조                                                      | 정두희                                              | 2000/08/31 | 대우학술총서 488 |
| 한국 고대의 신분제와 관등제                                 | 하일식, 고경석, 권오영, 임기환, 전덕재, 전호태      | 2000/10/13 | 대우학술총서 489 |
| 중국가족제도사                                              | 윤재석                                              | 2000/10/31 | 대우학술총서 490 |
| II-VI족 화합물 반도체 성장법                                | 박만장                                              | 2001/04/30 | 대우학술총서 491 |
| 양자샘과 양자섬                                             | 이승주                                              | 2000/09/30 | 대우학술총서 492 |
| 물리음향학 2                                                | 윤석왕, 김호철, 김민곤, 서상준, 김영환              | 2001/10/31 | 대우학술총서 493 |
| 양자론에 의한 저차원 물리계                                 | 이공주복, 안창림, 유재준, 김철구                    | 2000/11/30 | 대우학술총서 494 |
| 마르크스와 오스트리아 학파의 경제사상                       | 홍훈                                                | 2000/10/31 | 대우학술총서 495 |
| 개념과 범주화                                               | 신현정                                              | 2000/12/31 | 대우학술총서 496 |
| 부분 다양체론                                               | 기우항, 김영호                                      | 2001/03/15 | 대우학술총서 497 |
| 타원형 편미분방정식의 경계요소법                            | 최우진                                              | 2000/11/30 | 대우학술총서 498 |
| 방사선폐기물 어떻게 처리할 것인가                           | 김지영, 최원학                                      | 2001/01/31 | 대우학술총서 499 |
| 해석의 갈등                                                 | 양명수                                              | 2001/01/31 | 대우학술총서 500 |
| 중국유맹사                                                  | 이치수                                              | 2001/02/28 | 대우학술총서 501 |
| 사회적시장경제·사회주의 계획경제                            | 안병직, 김호균                                      | 2001/02/28 | 대우학술총서 502 |
| 양자물리학의 기하학적 위상                                  | 이현규                                              | 2001/06/30 | 대우학술총서 503 |
| 롬바드 스트리트                                             | 유종권, 한동근                                      | 2001/03/31 | 대우학술총서 504 |
| 교외지역                                                    | 권용우                                              | 2001/03/31 | 대우학술총서 505 |
| 생명의 원리                                                 | 한정선                                              | 2001/06/20 | 대우학술총서 506 |
| 프랑수아 라블레의 작품과 중세 및 르네상스의 민중문화        | 이덕형, 최건영                                      | 2001/05/30 | 대우학술총서 507 |
| 현대사회에서 공동체는 가능한가                              | 강대기                                              | 2001/05/31 | 대우학술총서 508 |
| 웨이블릿 이론과 응용                                        | 강현배, 김대경, 서진근                              | 2001/04/30 | 대우학술총서 509 |
| 통계적 추론                                                 | 김해경                                              | 2001/04/30 | 대우학술총서 510 |
| 인지심리학                                                  | 이정모                                              | 2001/07/31 | 대우학술총서 511 |
| 과학의 구조 1                                               | 전영삼                                              | 2001/06/30 | 대우학술총서 512 |
| 과학의 구조 2                                               | 전영삼                                              | 2001/06/30 | 대우학술총서 513 |
| 현대인권사상                                                | 이봉철                                              | 2001/08/31 | 대우학술총서 514 |
| 순간과 영원                                                 | 김병준                                              | 2001/05/31 | 대우학술총서 515 |
| 중력과 시공간 1                                             | 이형원                                              | 2001/12/25 | 대우학술총서 516 |
| 중력과 시공간 2                                             | 이형원                                              | 2001/12/25 | 대우학술총서 517 |
| 불확실한 상황에서의 판단                                    | 이영애                                              | 2001/10/31 | 대우학술총서 518 |
| 개인적 지식                                                 | 표재명, 김봉미                                      | 2001/07/31 | 대우학술총서 519 |
| 에밀 뒤르케임의 사회학                                      | 민문홍                                              | 2001/07/31 | 대우학술총서 520 |
| 음악문헌학                                                  | 김경순                                              | 2003/03/15 | 대우학술총서 521 |
| 이슬람법사상                                                | 이원삼                                              | 2001/09/30 | 대우학술총서 522 |
| 가족사회학                                                  | 조정문, 장상희                                      | 2001/09/30 | 대우학술총서 523 |
| 법의 개념                                                   | 오병선                                              | 2001/11/30 | 대우학술총서 524 |
| 인사이드 더 블랙박스                                        | 이근, 김용복, 김창욱, 김혜원, 류재헌, 배용호 외     | 2001/09/30 | 대우학술총서 525 |
| 영국경험론                                                  | 김효명                                              | 2001/11/30 | 대우학술총서 526 |
| 과학적 연구 프로그램의 방법론                               | 신중섭                                              | 2002/03/31 | 대우학술총서 527 |
| 심성내용의 신체성                                           | 정대현                                              | 2001/11/30 | 대우학술총서 528 |
| 중국고대형법                                                | 김택민                                              | 2002/01/31 | 대우학술총서 529 |
| 헬레니즘 세계                                               | 김경현                                              | 2002/04/30 | 대우학술총서 530 |
| 인도게르만어 지역의 분류                                    | 김영중                                              | 2002/02/28 | 대우학술총서 531 |
| 생태학                                                      | 강헌, 문순홍                                        | 2002/07/31 | 대우학술총서 532 |
| 문화과학                                                    | 이문웅                                              | 2002/03/31 | 대우학술총서 533 |
| 춘추전국시대의 법치사상과 세·술                             | 이춘식                                              | 2002/05/31 | 대우학술총서 534 |
| 러시아의 지리                                               | 원학희, 공우석, 한종만                              | 2002/08/31 | 대우학술총서 535 |
| 텍스트에서 행동으로                                         | 박병수, 남기영                                      | 2002/05/31 | 대우학술총서 536 |
| 응용법철학                                                  | 김영환, 김정오, 최봉철, 이상돈, 김선택, 오병선 외   | 2002/06/30 | 대우학술총서 537 |
| 정치철학이란 무엇인가                                       | 양승태                                              | 2002/07/31 | 대우학술총서 538 |
| 환경사회학                                                  | 정대연                                              | 2002/06/30 | 대우학술총서 539 |
| 소피스트 운동                                               | 김남두                                              | 2003/02/25 | 대우학술총서 540 |
| 한국운서의 이해                                             | 정경일                                              | 2002/11/30 | 대우학술총서 541 |
| 한국기독교의료사                                            | 이만열                                              | 2003/01/31 | 대우학술총서 542 |
| 수학의 철학                                                 | 박세희                                              | 2002/11/30 | 대우학술총서 543 |
| 수서생태학                                                  | 주기재, 이학영, 진화성                              | 2002/10/31 | 대우학술총서 544 |
| 프래그머티즘                                                | 김동식                                              | 2002/09/30 | 대우학술총서 545 |
| 네이븐                                                      | 김주희                                              | 2002/11/30 | 대우학술총서 546 |
| 통합인지이론                                                | 차경호                                              | 2002/12/31 | 대우학술총서 547 |
| 중국법률사상사                                              | 윤진기, 임대희, 임병덕, 한기종, 한상돈              | 2003/05/25 | 대우학술총서 548 |
| 생명공학과 법                                               | 이상돈                                              | 2003/02/28 | 대우학술총서 549 |
| 동양철학과 한의학                                           | 김교빈, 박석준, 안규석, 조남호, 최종덕, 황희경      | 2003/04/10 | 대우학술총서 550 |
| 삶과 죽음의 철학                                            | 임종식, 구인회                                      | 2003/04/25 | 대우학술총서 551 |
| 자연, 풍경 그리고 인간                                      | 마순자                                              | 2003/05/25 | 대우학술총서 552 |
| 한국의 지명                                                 | 도수희                                              | 2003/06/25 | 대우학술총서 553 |
| 중국문자학                                                  | 손예철                                              | 2003/07/25 | 대우학술총서 554 |
| 돈황학이란 무엇인가                                         | 전인초                                              | 2003/07/25 | 대우학술총서 555 |
| 한반도 식생사                                               | 공우석                                              | 2003/09/25 | 대우학술총서 556 |
| 동북아시아 샤머니즘과 신화론                                | 김열규                                              | 2003/08/25 | 대우학술총서 557 |
| 조선중기 정치와 정책                                        | 오수창, 구덕회, 오종록, 김세봉, 한명기, 배우성      | 2003/07/15 | 대우학술총서 558 |
| 동양철학과 문자학                                           | 최영찬, 최남규, 황갑연, 박용진                      | 2003/10/10 | 대우학술총서 559 |
| 문학해석학이란 무엇인가                                     | 이문희                                              | 2004/02/15 | 대우학술총서 560 |
| 분자동역학                                                  | 김상락                                              | 2003/11/15 | 대우학술총서 561 |
| 한국 사회의 유교적 변환                                     | 이훈상                                              | 2003/12/30 | 대우학술총서 562 |
| 사이버시대의 인격과 몸                                      | 김선희                                              | 2004/01/25 | 대우학술총서 563 |
| 서구중심주의를 넘어서                                       | 강정인                                              | 2004/03/30 | 대우학술총서 564 |
| 농민의 도덕경제                                             | 김춘동                                              | 2004/04/20 | 대우학술총서 565 |
| 조선 전기 가부장제와 여성                                   | 최홍기, 김주희, 윤형숙, 김태현, 이배용, 조은 외     | 2004/04/30 | 대우학술총서 566 |
| 인류학과 지방의 역사                                        | 오명석, 송도영, 함한희, 한경구, 유철인, 윤택림 외   | 2004/05/30 | 대우학술총서 567 |
| 근사록집해 1                                                | 이광호                                              | 2004/06/20 | 대우학술총서 568 |
| 근사록집해 2                                                | 이광호                                              | 2004/06/20 | 대우학술총서 569 |
| 서양 고문서학 개론                                          | 김정하                                              | 2004/07/25 | 대우학술총서 570 |
| 16세기 한국 고문서 연구                                     | 이수건, 전경목, 정긍식, 문숙자, 김소은, 임상혁 외   | 2004/09/20 | 대우학술총서 571 |
| 법의 제국                                                   | 장영민                                              | 2004/12/15 | 대우학술총서 572 |
| 제국주의와 남성성                                           | 박형지, 설혜심                                      | 2004/12/30 | 대우학술총서 573 |
| 인류학과 문화비평                                           | 유철인                                              | 2005/02/25 | 대우학술총서 574 |
| 교육인류학                                                  | 이용숙                                              | 2005/02/28 | 대우학술총서 575 |
| 관념론 미학 비판                                            | 이기식                                              | 2005/03/25 | 대우학술총서 576 |
| 종족과 민족                                                 | 김광억, 이태주, 한건수, 김경학, 강정원, 김세건 외   | 2005/04/30 | 대우학술총서 577 |
| 그리스인들의 신화와 사유                                    | 박희영                                              | 2005/08/20 | 대우학술총서 578 |
| 현대 건축과 비표상                                          | 정인하                                              | 2006/03/30 | 대우학술총서 579 |
| 페이비언 사회주의                                           | 고세훈                                              | 2006/04/10 | 대우학술총서 580 |
| 자유론                                                      | 박동천                                              | 2006/05/05 | 대우학술총서 581 |
| 플라톤                                                      | 남경희                                              | 2006/08/20 | 대우학술총서 582 |
| 탈사회주의 체제전환과 문화                                  | 김영진, 배정한, 이상준, 장덕준                      | 2006/09/30 | 대우학술총서 583 |
| 탈산업사회의 도래                                           | 김원동, 박형신                                      | 2006/12/25 | 대우학술총서 584 |
| 기록물관리학 개론                                           | 김정하                                              | 2007/03/25 | 대우학술총서 585 |
| 해외한인의 민족관계                                         | 문옥표, 양영균, 이정덕, 주종택, 채수홍, 권희영      | 2006/11/30 | 대우학술총서 586 |
| 한국의 광상                                                 | 이현구, 문희수, 오민수                              | 2007/04/25 | 대우학술총서 587 |
| 고대 그리스 법제사                                          | 최자영                                              | 2007/10/04 | 대우학술총서 588 |
| 고대러시아 문학의 시학                                      | 조주관                                              | 2008/12/26 | 대우학술총서 589 |
| 세계화 시대의 서양 현대사                                   | 송충기, 류한수, 박상철, 김진희, 황보영조, 감학이 외 | 2009/08/25 | 대우학술총서 590 |
| 혁신의 경제학                                               | 안두순                                              | 2009/04/20 | 대우학술총서 591 |
| 아름다움의 미학과 숭고함의 예술론                           | 김수용                                              | 2009/05/15 | 대우학술총서 592 |
| 급진자유주의 정치철학                                       | 윤평중                                              | 2009/06/22 | 대우학술총서 593 |
| 컴퓨터와 마음                                               | 윤보석                                              | 2009/06/30 | 대우학술총서 594 |
| 동서양의 신뢰                                               | 김재한                                              | 2009/08/15 | 대우학술총서 595 |
| 서양 고서체학 개론                                          | 김정하                                              | 2010/01/25 | 대우학술총서 596 |
| 중국의 다구르어와 어웡키어의 문법·어휘 연구                 | 성백인, 김주원, 고동호, 권재일                      | 2010/03/15 | 대우학술총서 597 |
| 생명과학의 역사에 나타난 이데올로기와 합리성                | 여인석                                              | 2010/04/30 | 대우학술총서 598 |
| 칸트와 헤겔의 철학                                          | 백종현                                              | 2010/08/03 | 대우학술총서 599 |
| 우리 학문이 가야 할 길                                      | 김경현, 김광억, 김균, 김두철, 김성국, 김주한 외     | 2010/12/23 | 대우학술총서 600 |
| 철학의 재구성                                               | 이유선                                              | 2010/08/31 | 대우학술총서 601 |
| 한국현대소설과 근대적자아의식                               | 문광훈                                              | 2010/11/20 | 대우학술총서 602 |
| 맹자의 땀, 성왕의 피                                        | 김상준                                              | 2011/07/16 | 대우학술총서 603 |
| 플라톤 철학과 헬라스 종교                                   | 이강서                                              | 2011/08/19 | 대우학술총서 604 |
| 한자와 에크리튀르                                           | 하영삼                                              | 2011/09/15 | 대우학술총서 605 |
| 서유럽의 변화와 탈근대화                                    | 구춘권, 김영순, 김인춘, 김학노, 서명호, 진영재 외   | 2011/09/09 | 대우학술총서 606 |
| 단테 신곡 연구                                              | 박상진                                              | 2011/09/26 | 대우학술총서 607 |
| 한국근대 지방재정 연구                                      | 김태웅                                              | 2012/08/31 | 대우학술총서 608 |
| 지식인과 사회                                               | 이영석                                              | 2014/03/21 | 대우학술총서 609 |
| 로티의 철학과 아이러니                                      | 김용준, 이유선, 황설중, 임건태, 이병철              | 2014/05/26 | 대우학술총서 610 |
| 민족주의와 역사                                             | 김인중                                              | 2014/10/01 | 대우학술총서 611 |
| 1차 세계대전의 기원                                         | 박상섭                                              | 2014/12/24 | 대우학술총서 612 |
| 코포라티즘 정치                                             | 정병기, 도묘연                                      | 2015/09/05 | 대우학술총서 613 |
| 법사상, 생각할 의무에 대하여                                | 박준석                                              | 2015/11/16 | 대우학술총서 614 |
| 탈서구중심주의는 가능한가                                   | 강정인, 고희탁, 김광수, 김은실, 김은중, 류칭 외     | 2016/06/20 | 대우학술총서 615 |
| 저널리즘과 프래그머티즘                                     | 임상원                                              | 2017/07/21 | 대우학술총서 616 |
| 조선 지식인의 악(樂)사상                                    | 한지훈                                              | 2017/08/23 | 대우학술총서 617 |
| 국어문법사                                                  | 홍종선                                              | 2017/10/16 | 대우학술총서 618 |
| 군신의 다양한 얼굴                                          | 이내주                                              | 2018/05/04 | 대우학술총서 619 |
| 중국과 조선, 그리고 중화                                    | 김영식                                              | 2018/12/06 | 대우학술총서 620 |
| 중국 북조 지방통치 연구                                     | 최진열                                              | 2019/03/25 | 대우학술총서 621 |
| R. H. 토니                                                  | 고세훈                                              | 2019/10/28 | 대우학술총서 622 |
| 성리와 윤리                                                 | 양일모, 이원석, 정원섭                              | 2020/08/20 | 대우학술총서 623 |
| 민주공화당 18년, 1962~1980                                  | 김용호                                              | 2020/09/30 | 대우학술총서 624 |
| 맛멋흥취통                                                  | 이숙인, 송지원, 김동준, 안대회, 김문식              | 2020/09/21 | 대우학술총서 625 |
| 민주주의-밀과 토크빌                                        | 서병훈                                              | 2020/11/06 | 대우학술총서 626 |
| 포스트케인지언 내생화폐이론                                 | 박만섭                                              | 2020/10/28 | 대우학술총서 627 |
| 세계화와 아시아의 빈곤                                      | 오근엽, 한인수                                      | 2020/11/30 | 대우학술총서 628 |
| 호모 파베르의 미래                                          | 손화철                                              | 2020/12/31 | 대우학술총서 629 |
| 고전 종교심리학 운동 연구                                   | 김재영                                              | 2021/04/09 | 대우학술총서 630 |
| 월인석보 옥책 연구                                          | 정광                                                | 2021/05/04 | 대우학술총서 631 |
| 명·청 시대 호광 소수민족 지역의 토사와 국가 권력, 1368~1735 | 정철웅                                              | 2021/05/20 | 대우학술총서 632 |
| 하이데거의 숙고적 사유                                      | 강학순                                              | 2021/07/30 | 대우학술총서 633 |
| 조선후기 의역주팔세보 연구                                  | 이남희                                              | 2021/07/30 | 대우학술총서 634 |
| 신경과학철학                                                | 이영의                                              | 2021/12/17 | 대우학술총서 635 |
| 메가라학파                                                  | 김유석                                              | 2022/05/16 | 대우학술총서 636 |
| 토텐탄츠와 바도모리                                         | 서장원                                              | 2022/05/31 | 대우학술총서 637 |
| 비트겐슈타인 새로 읽기                                      | 이승종                                              | 2022/09/30 | 대우학술총서 638 |
| 한국도자제작기술사                                          | 방병선                                              | 2022/12/23 | 대우학술총서 639 |